# Nico Bouvy
Nicolaas Jan Jerôme „Nico” Bouvy (ur. 11 lipca 1892 w Banda Neira, zm. 14 czerwca 1957 w Hadze) –piłkarz holenderski grający na pozycji napastnika. W swojej karierze rozegrał 9 meczów i strzelił 4 gole w reprezentacji Holandii.

## Kariera klubowa
W swojej karierze piłkarskiej Bouvy grał w klubie FC Dordrecht.

## Kariera reprezentacyjna
W reprezentacji Holandii Bouvy zadebiutował 16 marca 1912 roku w przegranym 0:4 towarzyskim meczu z Anglią, rozegranym w Kingston upon Hull. W 1912 roku wystąpił na Igrzyskach Olimpijskich w Sztokholmie. Na tych igrzyskach zdobył z Holandią brązowy medal. Od 1912 do 1913 roku rozegrał w kadrze narodowej 9 meczów i strzelił 4 gole.